# Ernesto Frederico Scheffel
Ernesto Frederico Scheffel (Campo Bom, 8 de outubro de 1927 – Porto Alegre, 16 de julho de 2015) foi um pintor, desenhista, escultor, restaurador e compositor brasileiro, notável especialmente pelo seu legado na pintura, além de ter sido um agente importante no movimento de defesa do patrimônio histórico de Novo Hamburgo. Sua obra pictórica deve muito ao Academismo e a estilos históricos, mas não ficou presa a eles, explorando técnicas e temas diversificados que a inserem na arte contemporânea. Passou grande parte da sua vida na Itália, recebeu muitos prêmios e distinções, incluindo o grande prêmio do Salão Nacional, e grande parte da sua produção foi tombada pelo Instituto do Patrimônio Histórico e Artístico Nacional. É considerado um dos principais pintores do Rio Grande do Sul.

## Vida
Descendente de imigrantes alemães oriundos de Berghausen, na Vestfália, nasceu em 8 de outubro de 1927 em Campo Bom, filho de Albano Hans Scheffel (1898-1983) e Hilda Feltes Jacobus (1904-1976), que tiveram mais três filhos: Alice, Lia e Albano Nelson. Sua família na Alemanha, registrada desde 1590, tinha uma longa tradição como carpinteiros, marceneiros e construtores de casas de enxaimel, mas também tinham envolvimento com a arte. Seus tios e tias tocavam variados instrumentos musicais e a tia Irene Jacobus Dick era uma pintora autodidata.
Em 1935 com seus pais visitou a Exposição do Centenário Farroupilha em Porto Alegre, recebendo uma forte impressão das obras de Pedro Weingärtner. No mesmo ano sua família mudou-se para Hamburgo Velho, o centro histórico de Novo Hamburgo, onde recebeu de sua tia Irene as primeiras noções de pintura a óleo sobre madeira, copiando imagens encontradas em cartões-postais. Em 1938 seu professor Ernest Bernhoeft, da Escola Evangélica, pediu que ele pintasse um quadro que mostrasse a casa do prefeito Odon Cavalcanti, que ficou impressionado. Em 1940 Cavalcanti convidou-o para participar das comemorações da Semana da Pátria em Porto Alegre, e lá foi apresentado aos professores Angelo Guido e João Cândido Canal e ao coronel Osvaldo Cordeiro de Farias, interventor do estado. Farias também admirou seus trabalhos e decidiu favorecer sua carreira.
Contando com este apoio, mudou-se para Porto Alegre e em 1941 foi matriculado na Escola Técnica Parobé em regime de internato como aluno de Canal, que foi um grande apoiador, estudando desenho técnico e industrial, e também iniciou o curso do Instituto de Belas Artes, tendo sido aluno de João Fahrion, Angelo Guido, Fernando Corona, José Lutzenberger e Benito Castañeda, entre outros. Neste período passava os dias úteis em Porto Alegre e os fins de semana com a família. Em 1944 Irma Eick, professora na Escola Parobé e pianista, encomendou-lhe um retrato de família, iniciando uma amizade em que a música tinha um papel importante, e levando-o a iniciar a compor. No mesmo ano o seu relevo em gesso Dois Amores, criando na aula de modelagem do Instituto, foi escolhido o melhor da turma, e recebeu um troféu de estímulo pela sua dedicação aos estudos. Graduou-se em 1946.
Em 1947 foi recrutado para o serviço militar, participando em 1948 do II Salão Militar de Artes Plásticas, no Clube Militar do Rio de Janeiro, onde recebeu Medalha de Prata e elogios da crítica. No Rio entrou em contato com o pintor Oswaldo Teixeira, então diretor do Museu Nacional de Belas Artes, que recomendou ao governo gaúcho que patrocinasse o jovem talentoso. Em 1949 fez sua primeira exposição em Novo Hamburgo, na sede da Sociedade de Cantores, e sua primeira em Porto Alegre, na galeria da Casa das Molduras, tendo duas obras adquiridas por João Fahrion.

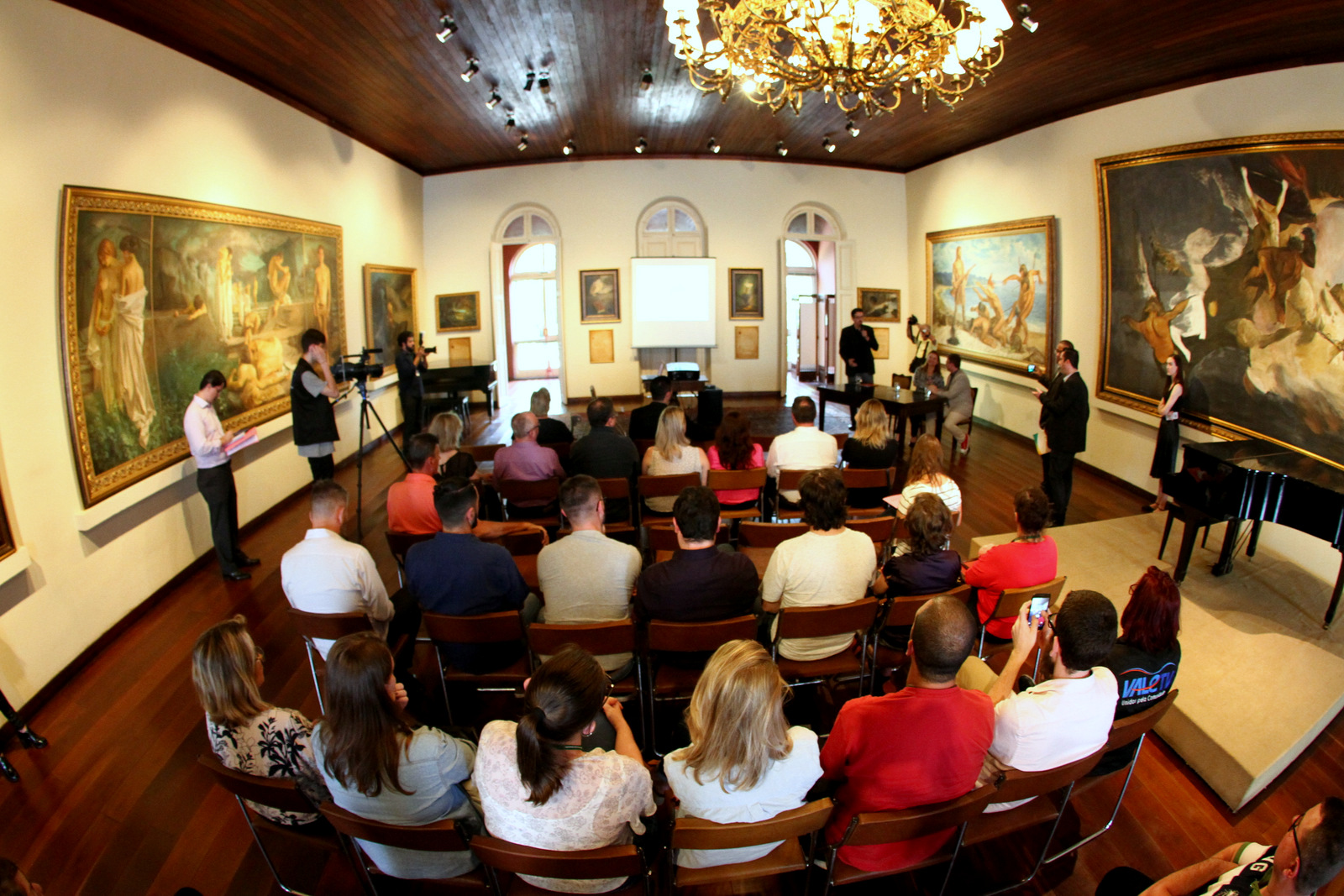
Obras expostas na Fundação Scheffel. À esquerda está seu grande tríptico, e à direita, vê-se parte de Hecatombe.

Em 1950 viajou para o Rio de Janeiro, com bolsa de estudos do governo do estado. A bolsa tinha duração de seis meses, mas acabou permanecendo por oito anos. Em 1951 fez uma exposição no Museu Nacional e participou pela primeira vez do Salão Nacional de Belas Artes, recebendo a Grande Medalha de Bronze. No ano seguinte teve sua obra recusada, e junto com outros recusados, organizaram o 1º Salão Livre de Belas Artes como uma resposta ao salão oficial, recebendo um dos prêmios deste evento. Em 1952, por encomenda da Sociedade Ginástica de Novo Hamburgo, iniciou a pintura de Hecatombe, uma dramática e movimentada alusão aos eventos da Segunda Guerra Mundial. A composição não agradou a diretoria e o artista teve de interromper o trabalho e removê-la do local. A pintura nunca foi concluída, mas é uma de suas produções mais significativas.

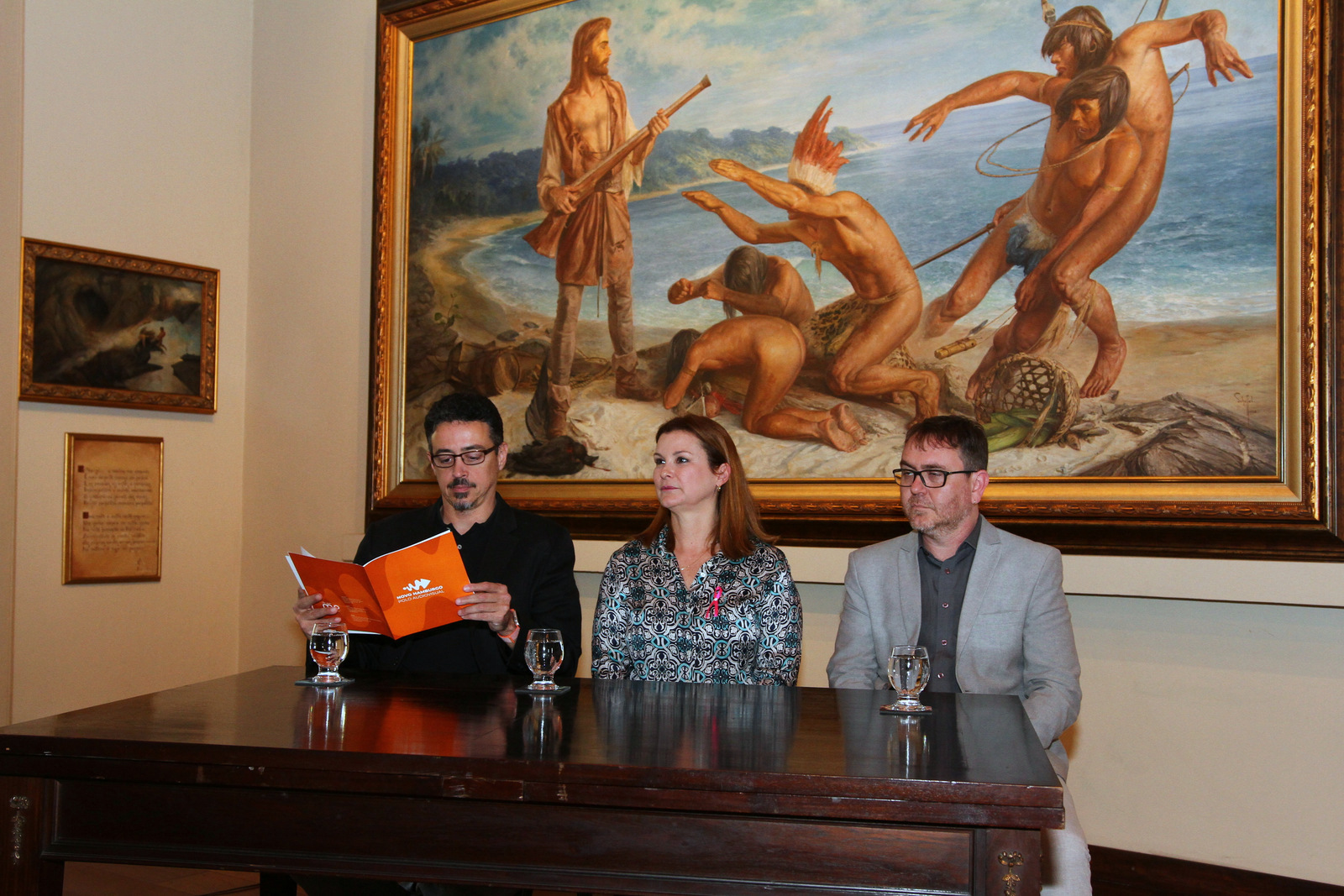
Evento na Fundação, com a obra Caramurú-Guaçú ao fundo.

Enquanto isso, continuava a participar de mostras individuais e coletivas no Rio, tentando conquistar o prêmio de viagem ao exterior do Salão Nacional. Em 1957 sua participação no Salão com o tríptico O culto da Natureza - Criação - O conhecimento da Natureza desencadeou polêmica. Angelina Agostini, membro do júri, teria lhe dado o grande prêmio, mas os outros dois jurados a consideraram "pornográfica" e a removeram da exposição, e a discussão que se abriu chegou aos jornais. Em 1958 apresentou duas obras no Salão, Caramurú-Guaçú, de tema indianista, que foi muito criticada, e Jerônimo, um imponente retrato em tamanho natural de um operário do Museu Nacional, que foi bem recebida e lhe valeu o tão desejado prêmio de viagem ao exterior.
Viajou para a Europa em maio de 1959, visitando várias cidades e seus museus e coleções antes de se fixar em Florença, na Itália. Lá permaneceria por muitos anos. Matriculou-se na Academia de Belas Artes, estudando escultura, gravura e afresco, e iniciando uma fase de experiências com novas técnicas e temas. Em 1960 conheceu Augusto Vermehren, restaurador da Galleria degli Uffizi, que o convidou a trabalhar com ele, onde permaneceu por três anos, recuperando obras de mestres como Rafael, Ticiano, Tintoretto e Rubens. Em 1965 realizou um busto em bronze de Pedro Américo por encomenda do Consulado Brasileiro. Neste período atendeu a diversas outras encomendas públicas e privadas, a maioria para obras religiosas, mas nem todas foram bem recebidas. Também estudou música de câmara e orquestração por três anos no Conservatório Cherubini.

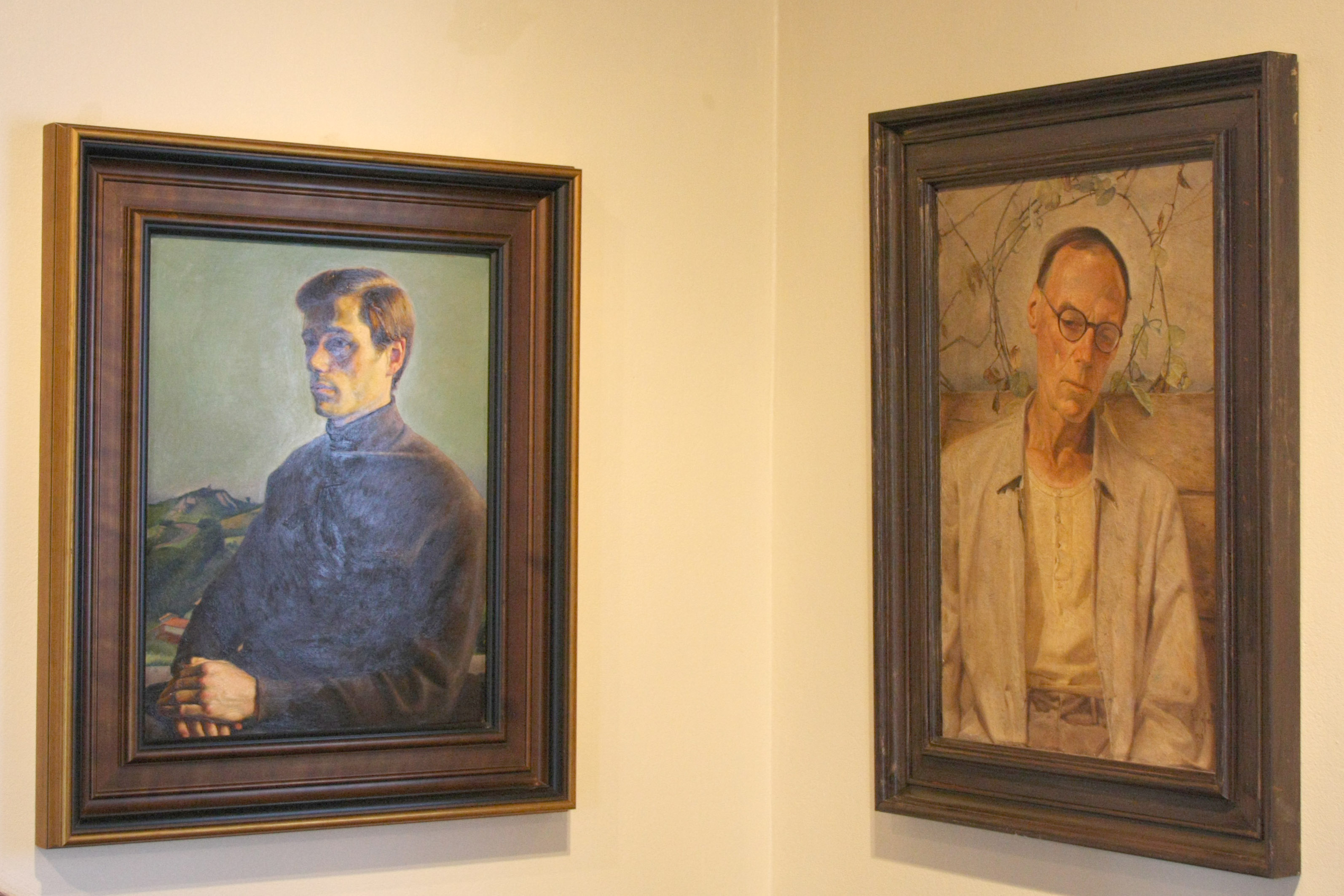
Dois retratos

No final da década de 1960, insatisfeito com sua produção, direciona-se definitivamente para a pintura e inicia uma fase de obras menos apegadas aos princípios do Academismo, dando ênfase ao retrato, ao desenho e ao nu artístico, mas seus temas provocantes, em particular o tratamento sensual que passou a dar ao corpo humano, tornavam difícil encontrar compradores. A partir da década de 1970 começou a passar longas temporadas no Brasil, em parte pela amizade que fez com Rolf Zelmanowicz, colecionador, mecenas e diretor da Pinacoteca APLUB, grande apreciador do seu trabalho, providenciando para ele um atelier em Porto Alegre.

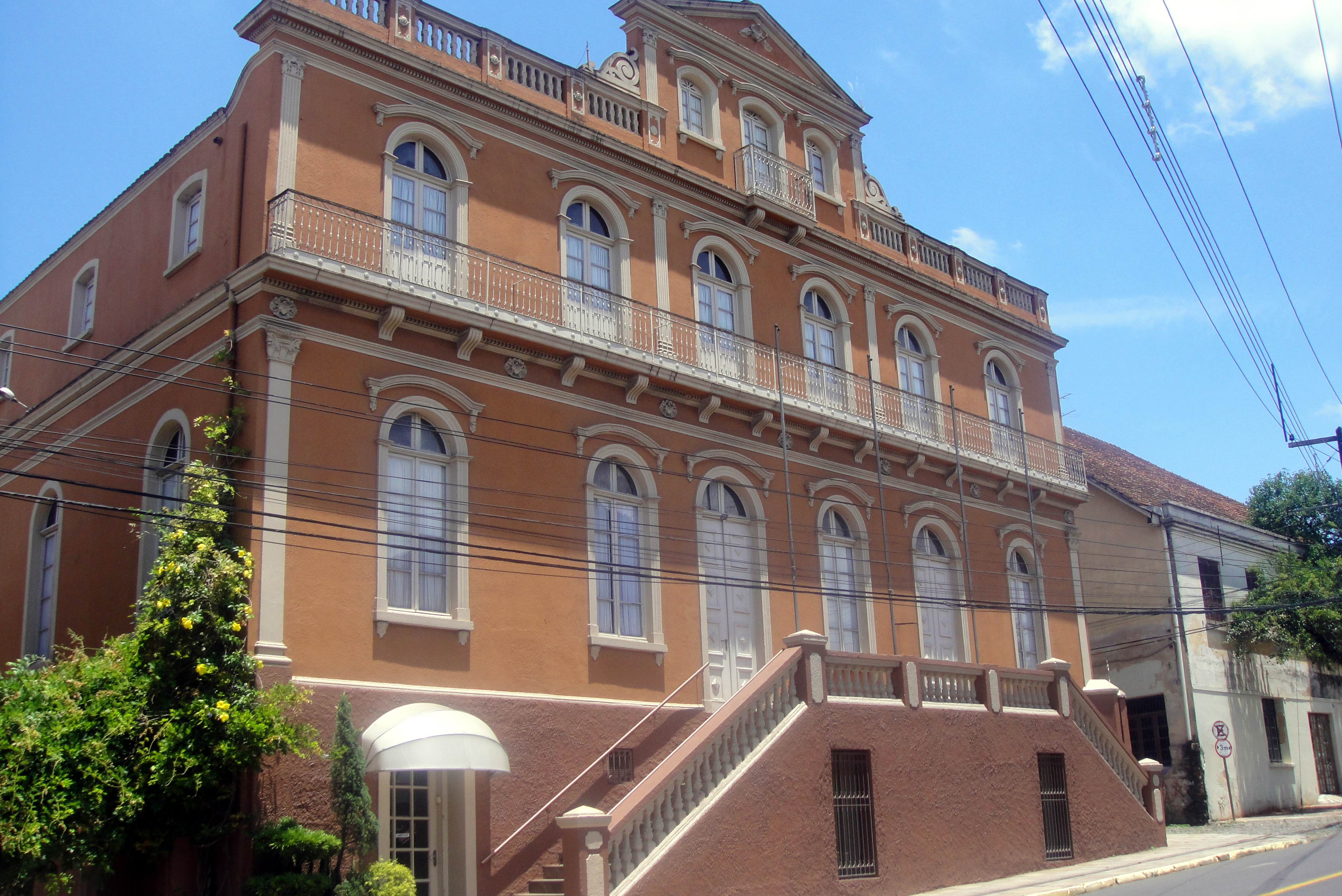
A sede da Fundação Scheffel

Numa de suas passagens pelo Brasil, em 1974, convidado oficial das comemorações do Sesquicentenário da Imigração Alemã, foi surpreendido pela notícia de que as prefeituras de Campo Bom, Novo Hamburgo e São Leopoldo estavam se articulando para criar uma galeria de arte com seu nome, que deveria dinamizar a cultura da região e ainda serviria como um museu da sua obra. Para sua sede foi escolhido o antigo casarão do casal Adão Schmitt e Louise Kars, datado de 1890, e que depois havia funcionado como escola. Era um local há muito associado com Scheffel, que ali havia feito seus estudos primários e frequentemente o visitou depois. A galeria foi efetivamente criada no mesmo ano em Novo Hamburgo como Galeria Municipal de Artes Ernesto Frederico Scheffel. A fundação acabou sendo envolvida em uma polêmica, pois outros artistas se sentiram preteridos e desprestigiados.
Nesta época começou a se envolver ativamente com o movimento de preservação patrimonial em Novo Hamburgo, valendo-se de sua influência junto às autoridades, e junto com Ângela Sperb, Carlos Hunsche, Arno Kayser, Jane Schmitt, Nestor Schneider e outros interessados, foi um dos fundadores do grupo Amigos de Hamburgo Velho, alcançando significativos resultados em termos de conscientização popular, criação de legislação e tombamentos, mas esse engajamento o colocou em conflito com o empresariado da construção, fazendo inimigos e recebendo ameaças, pois a especulação imobiliária avançava com força pelo centro histórico, pondo em risco muitas edificações importantes que estavam situadas em zonas valorizadas. A Galeria Municipal foi finalmente inaugurada em 5 de novembro de 1978, mas devido a problemas com a importação das suas obras da Itália, em 4 de outubro de 1979 a Prefeitura de Novo Hamburgo converteu-a na Fundação Ernesto Frederico Scheffel, com autonomia jurídica e administrativa. A Fundação recebeu 385 obras de sua autoria. Nesta década também passou a dar mais atenção às suas composições musicais, e em 1983 teve composições gravadas pela Orquestra Sinfônica de Porto Alegre.
A partir de 1996 residiu na comuna italiana de Fabbriche di Vergemoli, província de Lucca, onde se tornou um membro estimado da comunidade. Em 1997 recebeu do governador do Rio Grande do Sul a medalha Embaixador do Rio Grande - Brava Gente. Fez uma individual em Fabbriche di Vergemoli em 1998, em 2000 realizou uma retrospectiva em Barga, na Itália, no mesmo ano a Prefeitura de Novo Hamburgo conferiu-lhe o título de Benfeitor da Cidade e o Centro Cultural Italiano, da mesma cidade, nomeou-o Sócio Honorário. No ano seguinte teve composições musicais executadas na Alemanha, e em 2002 teve peças gravadas pela Orquestra Jovem de Charlottenburg. Em 2004 foi agraciado com o título de Cidadão Honorário de Fabbriche di Vergemoli. No mesmo ano recebeu o título de Cidadão de Novo Hamburgo e o Troféu Mérito do Sul, em reconhecimento de seu trabalho como artista e dinamizador cultural, e foi homenageado em Bad-Berleburg, na Alemanha, com um festival musical conjuntamente ao compositor Friedrich Kiel, do qual elaborou um torso em bronze, e teve uma retrospectiva montada no Museu Municipal.
A partir de 2005 concentrou seus esforços quase totalmente na escrita de sua autobiografia, que foi publicada no Brasil em 5 de novembro de 2013 com o título Scheffel por ele mesmo. Em 2015 teve a dupla satisfação de ver coroados seus esforços de preservação patrimonial com o tombamento do centro histórico de Novo Hamburgo pelo Instituto do Patrimônio Histórico e Artístico Nacional, e ter o acervo da Fundação incluído no tombamento. Faleceu em Porto Alegre pouco depois, em 16 de julho de 2015, em decorrência de um câncer de via biliar.
Sua morte foi lamentada em Fabbriche di Vergemoli, foi noticiada em vários jornais brasileiros, a presidente Dilma Rousseff publicou nota de pesar, e os obituários foram unânimes em louvá-lo como um dos mais importantes artistas do estado. A Secretaria de Cultura de Novo Hamburgo organizou um concerto em sua memória e a Prefeitura decretou luto oficial por três dias.

## Obra e legado

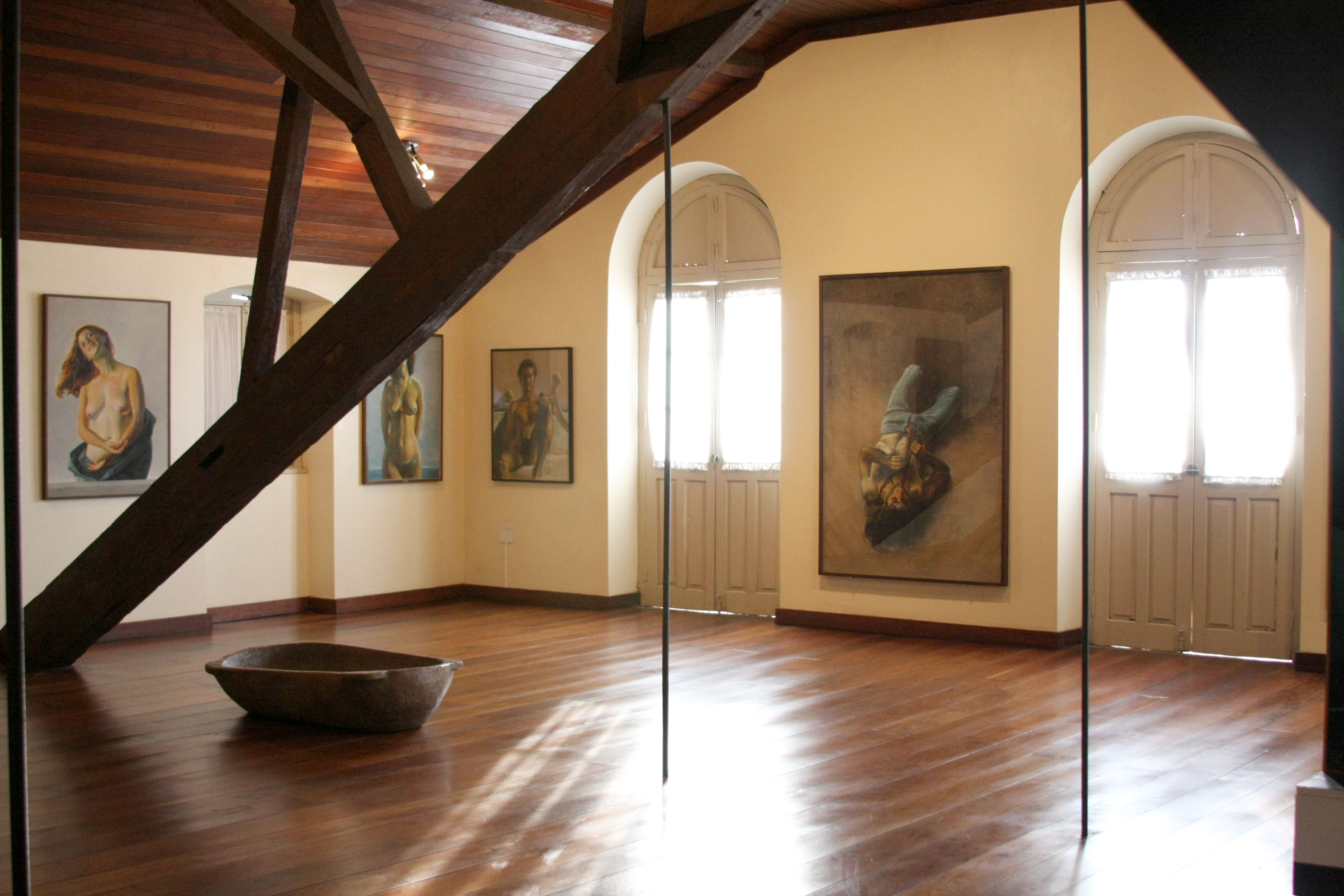
Obras expostas na Fundação

Sua produção apresenta importante influência do Academismo e de estilos do passado, e isso o afastou das vanguardas, e também o tem deixado bastante à margem do interesse da crítica recente. Não obstante, em muitos aspectos sua produção se afasta dos princípios acadêmicos e historicistas, é inquisitiva, experimental e mesmo desafiadora, e em muitas obras fica clara sua preocupação com a subjetividade, o mistério, a espiritualidade e o misticismo, tentando definir sua própria identidade, dar um significado para a existência e estabelecer uma conexão do artista com o mundo. Em 1956 o crítico Pereira da Silva já dizia: 
"Artista na acepção do vocábulo está ali. Temperamento tímido no trato pessoal, revela-se audacioso, atrevidamente corajoso quando pinta. Suas telas — simbolistas na maioria — psiquicamente explicam os mistérios da sua alma. Scheffel, embora acadêmico, não se limita a 'fotografar' as coisas exteriores, mesmo porque ele prefere transpor para a tela as suas visões interiores. É dos poucos vivos que alia técnica e imaginação num propósito só. Sua pintura contrasta de modo surpreendente com a sua individualidade. Retraído, calado, ruborizado ao mais leve termo licencioso, solitário, em suma, um caramujo social. Transfigura-se na arte".
Para o crítico Armindo Trevisan, 
"A obra de Scheffel se enraiza na arte do passado, em especial na arte Renascentista, e, em grande parte, nas expressões que floresceram a partir da segunda metade do século XIX. É tributária, em especial, das correntes do Realismo, do Simbolismo e do Romantismo. Scheffel bebeu de todas as fontes, também das contemporâneas. Mas tudo isso é filtrado por um temperamento que não quer abandonar o próprio caminho, pouco importa para onde este o conduza. Sua opção foi pelo figurativismo, sempre acompanhado por uma meticulosidade técnica que constitui um dos trunfos de sua afirmação pessoal. [...] É uma obra complexa, instigante, provocadora, com clareiras estéticas surpreendentes, que possui, entre outros méritos, o de repropor uma reflexão permanente e fértil sobre o que a cultura precisa para não se esquecer de si mesma".
Segundo Gasparetto & Führ, sua inquietude também fica claramente expressa em sua autobiografia, onde "a articulação entre estética e ética, privado e público, social e político e outros eventuais antagonismos conceituais são constantemente intercambiáveis na narrativa". Os autores reconhecem na autobiografia um documento valioso por si mesmo, "um importante corpus de análise histórica do ethos presente em localidades que perpassaram a imigração germânica e os seus reflexos, tanto no sentido de perceber as configurações sociais que propiciaram a lapidação de um artista multifacetado como Scheffel foi, quanto no sentido de vislumbrar as figurações sociais com as quais o artista lidou no descortinar de sua 'grafia de vida' durante o século XX e início do século XXI".

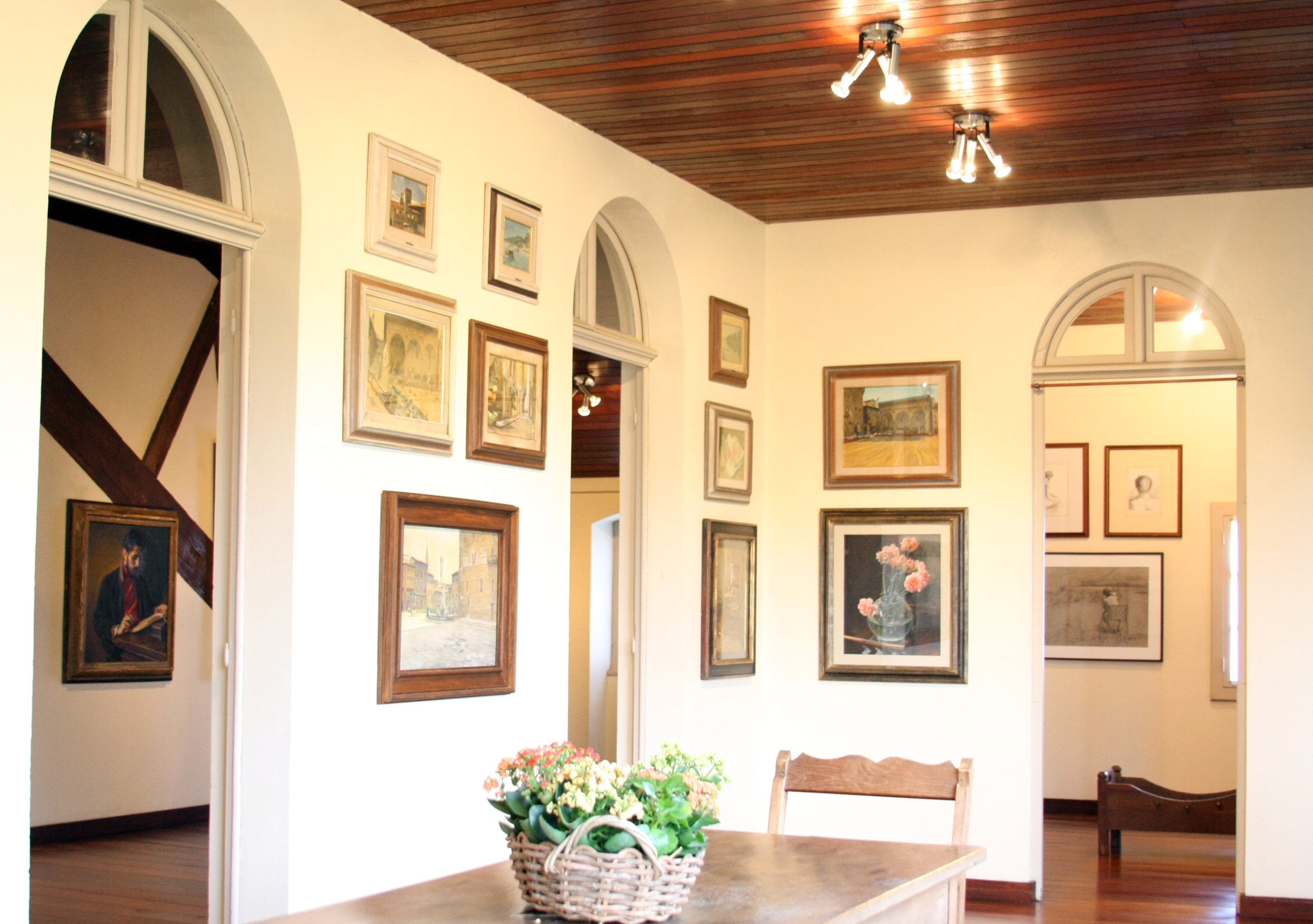
Outro espaço da Fundação

A Fundação Scheffel desenvolve um trabalho de preservação do seu legado e é um dinâmico centro de cultura, com uma variada programação, preservando ainda um acervo documental de grande valor referente ao patrimônio histórico e cultural da cidade. Em 2018, comemorando os 40 anos da Fundação, a Câmara Municipal organizou uma noite de homenagens e "reconhecimento ao papel da instituição no fomento à expressão artística da cidade e na preservação da memória e do trabalho de um dos principais nomes das artes plásticas do país". Várias autoridades se pronunciaram com homenagens. A deputada estadual Regina Becker Fortunati destacou seu trabalho em diferentes frentes: "Além do reconhecido legado da obra, talvez tenha sido a preservação do patrimônio histórico da cidade o grande trabalho de Scheffel".
Jorge Luís Stocker Jr, arquiteto e membro do Conselho Estadual de Cultura, disse que "dificilmente se teria hoje em Hamburgo Velho um centro histórico tombado a nível nacional sem o papel essencial desempenhado pelo artista. Seu trabalho artístico é excepcional. Poucos conhecem a abrangência de sua arte, que além da pintura, expressava-se em diversas outras linguagens, como a música. A inclusão do seu acervo artístico no tombamento é um reconhecimento da qualidade de sua obra e da importância de tê-la reunida em um só local".